# LISA (databas)
LISA, Longitudinell integrationsdatabas för Sjukförsäkrings- och Arbetsmarknadsstudier, är en svensk databas som sammanställs av Statistiska centralbyrån (SCB) som underlag för statistik om utbildning och arbetsmarknad. Den upprättades 2003, täcker åren från 1990 och uppdateras årligen. Databasen är uppställd på individnivå och integrerar befintliga data från arbetsmarknads-, utbildnings- och sociala sektorn för samtliga individer 15 år och äldre (till och med årgång 2009 16 år och äldre) som var folkbokförda i Sverige den 31 december respektive år.
Databasen används främst för utlämnande av mikrodata för forskning- eller statistikändamål där användaren, efter sekretesskontroll och anonymisering, själv kan hantera givna data. SCB ger regelbundet ut en publikation som listar de variabler som finns i databasen och förklarar deras ursprung och användning.